# Mellepark
Het Mellepark is een park in de gelijknamige wijk Melle in Uden.
Het lintvormige park is in de jaren 70 aangelegd en volgt in grote lijnen de Mellebreuk, een zijbreuk van de grotere Peelrandbreuk.
Kenmerkend voor het park zijn de hoogteverschillen en vele waterpartijen met bruin water.